# Primera Iglesia Bautista (Detroit)
La antigua Primera Iglesia Bautista es un edificio histórico de la iglesia bautista ubicado en 8601 Woodward Avenue en Detroit, la ciudad más grande del estado de Míchigan (Estados Unidos). Construido en 1909, fue diseñada por el arquitecto Guy J. Vinton en el estilo neogótico tardío. Ahora es la Iglesia de la Comunidad de los Pueblos. El edificio fue agregado al Registro Nacional de Lugares Históricos el 3 de agosto de 1982. 

## Historia

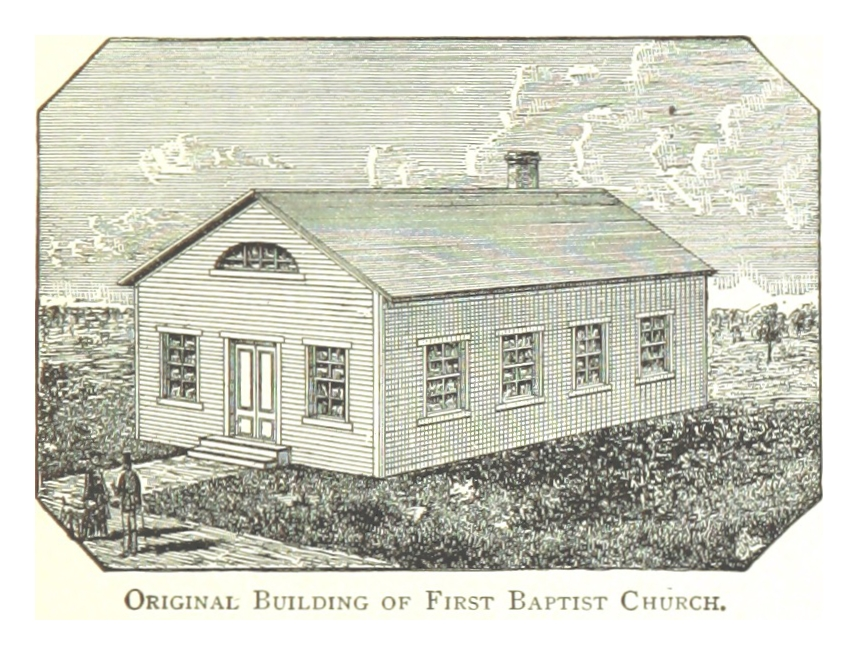
Edificio de estructura original en Fort y Griswold

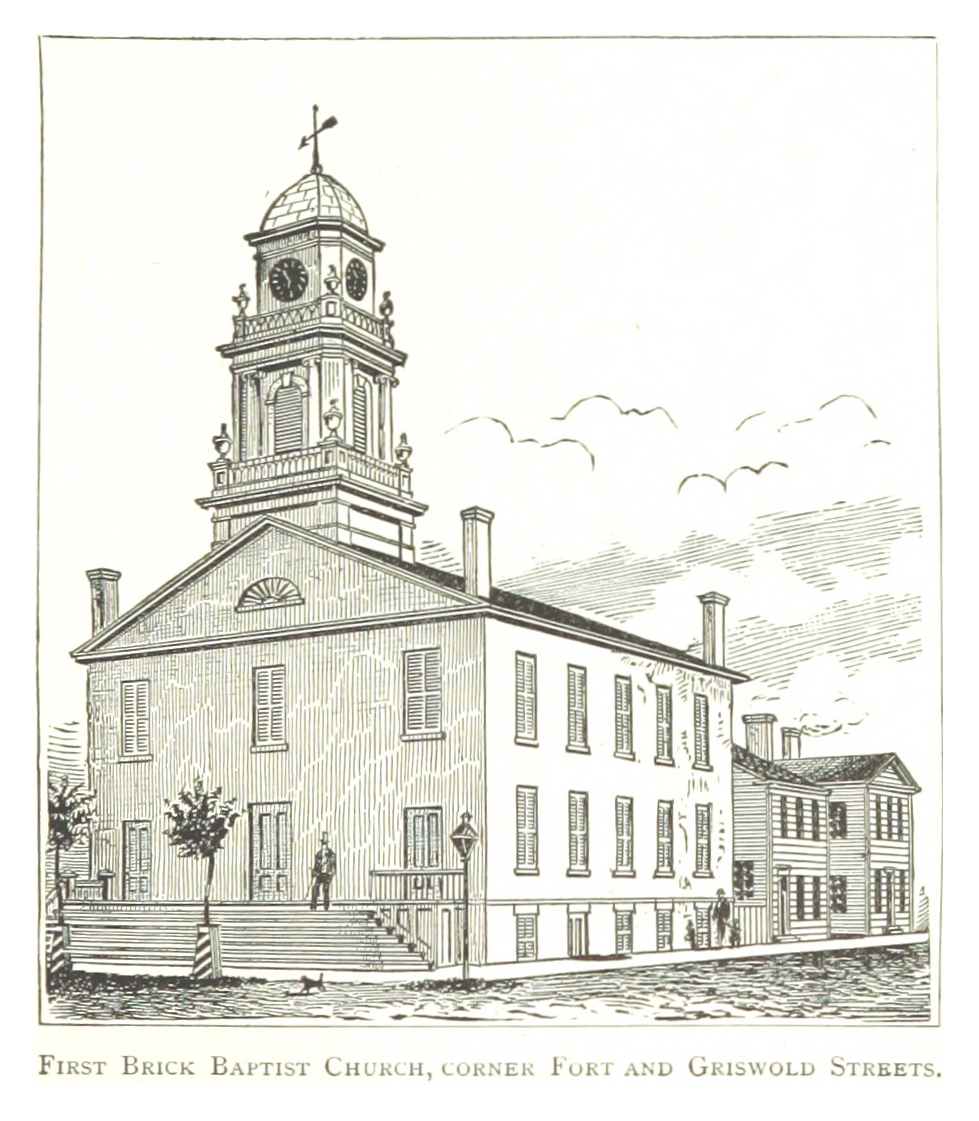
1835 edificio de ladrillo

La Primera Iglesia Bautista de Detroit fue fundada el 20 de octubre de 1827. La primera iglesia construida por la congregación, una pequeña estructura de armazón, fue construida en la esquina de las calles Fort y Griswold en 1831. La estructura del marco fue reemplazada por una espaciosa iglesia de ladrillos en 1835. La congregación construyó estructuras más grandes entre 1859 y 1863 y entre 1871 y 1875.
A medida que los miembros de la congregación se mudaron desde el centro de Detroit, la iglesia siguió, y en 1909 la iglesia contrató a Guy J. Vinton para diseñar y construir esta iglesia en la avenida Woodward. Sin embargo, después de la Segunda Guerra Mundial, la membresía disminuyó y en 1957 la congregación vendió el edificio a la Iglesia Peoples Community. La Primera Congregación Bautista se trasladó a Southfield y construyó una nueva iglesia en 1965.

## Descripción
La antigua Primera Iglesia Bautista de Detroit es una iglesia de piedra caliza de estilo gótico con paredes de roca que mide 36 metros de largo por 33 de ancho. La fachada frontal tiene una enorme ventana trazada de arco gótico equilibrada con una gran torre de esquina cuadrada de techo plano que contiene la entrada. Un ala educativa está adyacente a la torre de diseño similar a la iglesia principal. El exterior de la iglesia es notable por su falta de ornamentación, confiando en sus proporciones masivas para el impacto visual.
El interior de la iglesia se ajusta al plano de Akron, con un gran auditorio central cuadrado con bóveda de cañón que contiene bancos de madera dispuestos en semicírculo. Cabe destacar que un amplio balcón curvo revestido con un motivo de arco gótico rodea completamente el auditorio. La parte del balcón sobre el santuario contiene el coro y los tubos del órgano. Los transeptos tanto en el piso principal como en el nivel del balcón están construidos para ser utilizados como aulas o, al abrir particiones, como espacio para sentarse.

## Otras lecturas
- Hill, Eric J. and John Gallagher (2002). AIA Detroit: The American Institute of Architects Guide to Detroit Architecture. Wayne State University Press. ISBN 0-8143-3120-3.